# De duivels van Alexia
De duivels van Alexia is een Belgische stripreeks van tekenaar Ers en scenarist Dugomier. De strips verschenen oorspronkelijk in het weekblad Spirou. Een eerste kortverhaal verscheen in de Halloween special van 30 oktober 2002. Een jaar later, op 17 september 2003, begon de voorpublicatie van het eerste album. De reeks werd in 2011 stopgezet.

## Inhoud
Alexia is een jonge en hippe exorciste in het Centrum voor Research naar Paranormaliteit en Satanisme (CRPS). Het CRPS is een instelling die op discrete wijze paranormale verschijnselen bestudeert en bestrijdt. Alexia ontdekt dat ze afstamt van de heksen van Salem, en dat ze dus zowel heks als exorciste is. Ze wordt gepromoveerd tot directeur van het CRPS, nadat het merendeel van de daar werkende wetenschappers is omgekomen in een ramp. 

## Personages
- Alexia
- Berenice: Zij is de secretaresse van het CRPS en vriendin van Alexia. Ze heeft lang, krullend ros haar en een opvallend grote neus. Waar Alexia somber en serieus is, is Berenice opener en vrolijker. Zij is het "zonnetje" van de reeks en laat de auteurs toe om grappige of vertederende scènes te schrijven.[2]
- Gabriël: Hij is een gevallen engel die een pension en bistro nabij het gebouw van het CRPS openhoudt. Hij is als een vaderfiguur voor Alexia.
- Olof Zünd: Hij is de specialist in necromantie binnen het CRPS en heeft een speciale interesse in de verboden zone 85 in het centrum. Hij is arrogant en leeft op gespannen voet met zijn collega's.[3]
- De directeur van het CRPS
- Professor Pleston: Hij is de alchemist binnen het CRPS.
- Paolo Capaldi: Hij leeft verborgen in een kelder van het CRPS. Hij is een medium afkomstig uit Yorthopia dat evengoed thuis is in de witte als de zwarte magie. Hij is van mening dat er in het CRPS geen plaats is voor vrouwen en heeft een haat-liefdeverhouding met Alexia.[4]

## Albums
De volgende delen zijn verschenen bij Uitgeverij Dupuis: 
1. De erfenis (2004)
2. Stigma Diabolicum (2005)
3. Yorthopia (2006)
4. Het Salem-syndroom (2007)
5. Het bloed van de engel (2009) (Nederlandse vertaling, 2018, Arcadia)
6. Tranen van bloed (2009) (Nederlandse vertaling, 2020, Arcadia)
7. Mensenvlees (2011) (Nederlandse vertaling, 2021, Arcadia)